# Josep Yxart i Moragas
Josep Yxart i Moragas   (Tarragona, 10 de setembre de 1852 - Tarragona, 25 de maig de 1895) fou un crític literari català.

## Biografia
Va néixer al carrer dels Cavallers a Tarragona, fill de Francesc de Paula Ixart i Vives (1827-1911), i de Joana Moragas i Tavern (1832-1902), ambdós de Valls. Va sentir des de ben jove inclinacions culturals, i la seva família el va enviar a Barcelona a estudiar Dret (on es llicencià el 1873) amb el seu cosí, l'escriptor Narcís Oller i Moragas, i tots dos van aprofitar l'etapa de formació per introduir-se en cercles literaris.
La seva evolució professional es divideix en tres etapes. La primera englobaria els anys de formació fins al 1877, any en què va abandonar el conreu amateur de la literatura per dedicar-se al vessant crític. En aquesta etapa s'inclouen l'aprenentatge de l'escriptura, l'assimilació d'una concepció romàntica de l'art i la literatura –amb influències de Manuel Milà i Fontanals–, la descoberta d'Hippolyte Taine –filòsof positivista francès– i d'Émile Zola –icona del naturalisme literari francès del final de segle–. Ells van ser els models que van influir en la seva carrera. Yxart també col·laboraria en diverses revistes literàries, com El Siglo Literario, Miscelánea Científica y Literaria o El Ramillete.
La segona etapa comprèn des dels primers contactes amb el grup La Renaixensa fins a la publicació dels articles que li servirien de base per a una de les seves grans obres: El año pasado (1886-1890). Van ser anys de producció fructífera i maduresa professional. Va publicar Fortuny, ensayo biográfico crítico (1881), la traducció dels Drames de Schiller, un autor que li va inculcar la importància de la funció didàctica de la literatura, el 1881, el 1882 i el 1886, i Lo teatre català (1889). Aquesta darrera obra va suposar una recapitulació històrica en l'estudi del conreu del gènere a Catalunya.
De la darrera etapa, que acaba amb la seva mort de tuberculosi el 1895, destaquen les col·laboracions periodístiques a La Vanguardia i la seva gran obra: El arte escénico en España (1894-1896).
A part d'escriure obres de crítica, va col·laborar en La Llumanera de Nova York i el 1885 va començar a treballar en els Jocs Florals (primer com a secretari i després com a mantenidor). Amb ‘Lo teatre català' va arribar a la màxima reflexió sobre l'statu quo del gènere, al qual va intentar aportar aquesta síntesi entre Renaixença i modernitat que volia i que defensava per al poble català. Traduí al castellà obres de Friedrich von Schiller. Joan Sardà i Lloret i Narcís Oller, que es consideraven deixebles seus, i va empentar a escriure Joan Maragall, Santiago Rusiñol i Raimon Casellas. Fou membre de l'Acadèmia de la Història. i el 1892 president de l'Ateneu Barcelonès.

## Obra

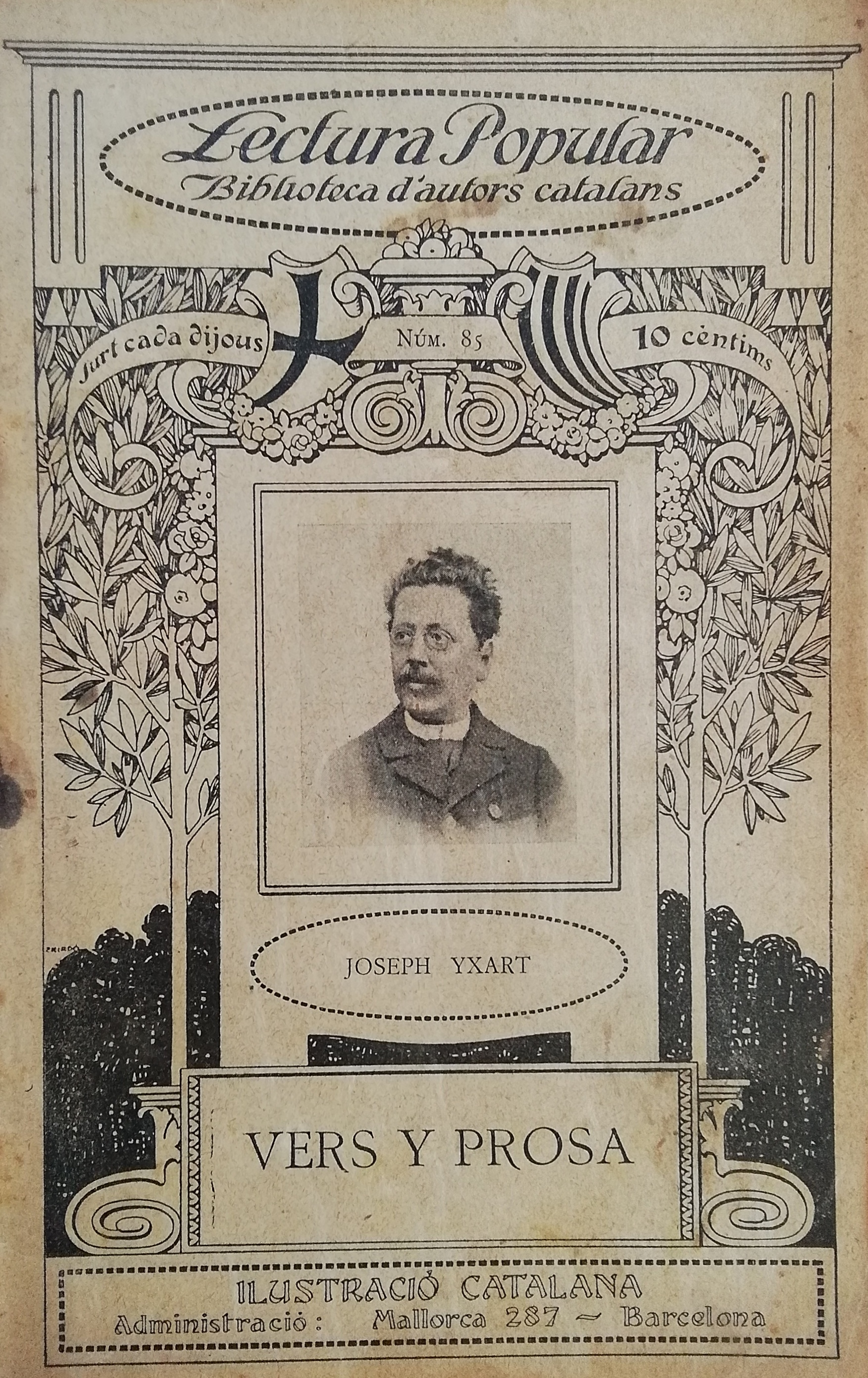
Recull de vers i prosa de Josep Yxart dins la col·lecció Lectura Popular Biblioteca d'autors catalans de la Ilustració Catalana. Llibret publicat a Barcelona cap a l'any 1914

La seva obsessió com a crític era analitzar la relació entre bellesa i veritat, a partir de l'observació de l'obra d'art externa, i veure'n l'impacte en els individus. Per a ell, la dimensió social de l'espectacle, sobretot en relació amb el teatre, era tant o més important que el vessant literari de l'obra d'art.
Defensor fervent de la validesa de la llengua catalana, va considerar que era l'únic instrument vàlid per a l'expressió de l'ànima catalana. També va fer palesa la seva preocupació política, un aspecte molt important en un ésser culte i internacional com ell, que es declarava obertament federalista.
Pel que fa a la crítica, segons ell aquesta sorgia de l'observació i la formació d'un criteri sobre l'obra d'art tenint-ne en compte el vessant històric. Cada mostra constitueix un reflex de les causes de l'estat del poble que l'escriu. L'afany regeneracionista dedicat a assolir una crítica constructiva i socialment útil fa d'Yxart una de les figures més importants del segle xix.

### Obres
- Lo teatre català. Assaig històric-crític (1878)
- Fortuny (1881)
- El arte escénico en España (1894-1896)
- Obres catalanes de Josep Ixart (1896). Poesies, quadres i estudis recollits per Narcís Oller

## Fons personal
El seu fons personal, dipositat a l'Arxiu Històric de la Ciutat de Barcelona, està format per un total de 439 documents, els quals es desglossen de la següent manera: Epistolari, 384 documents; Epistolari oficial, 18 documents; Altres corresponsals, 5 documents; cartes i manuscrits de Josep Yxart, 12 documents; Papers diversos i retalls de premsa, 18 documents.